# 神谷町站
神谷町站（日语：／ Kamiyachō eki */?）是位於日本東京都港區虎之門五丁目，屬於東京地下鐵日比谷線的鐵路車站。車站編號是H 05。

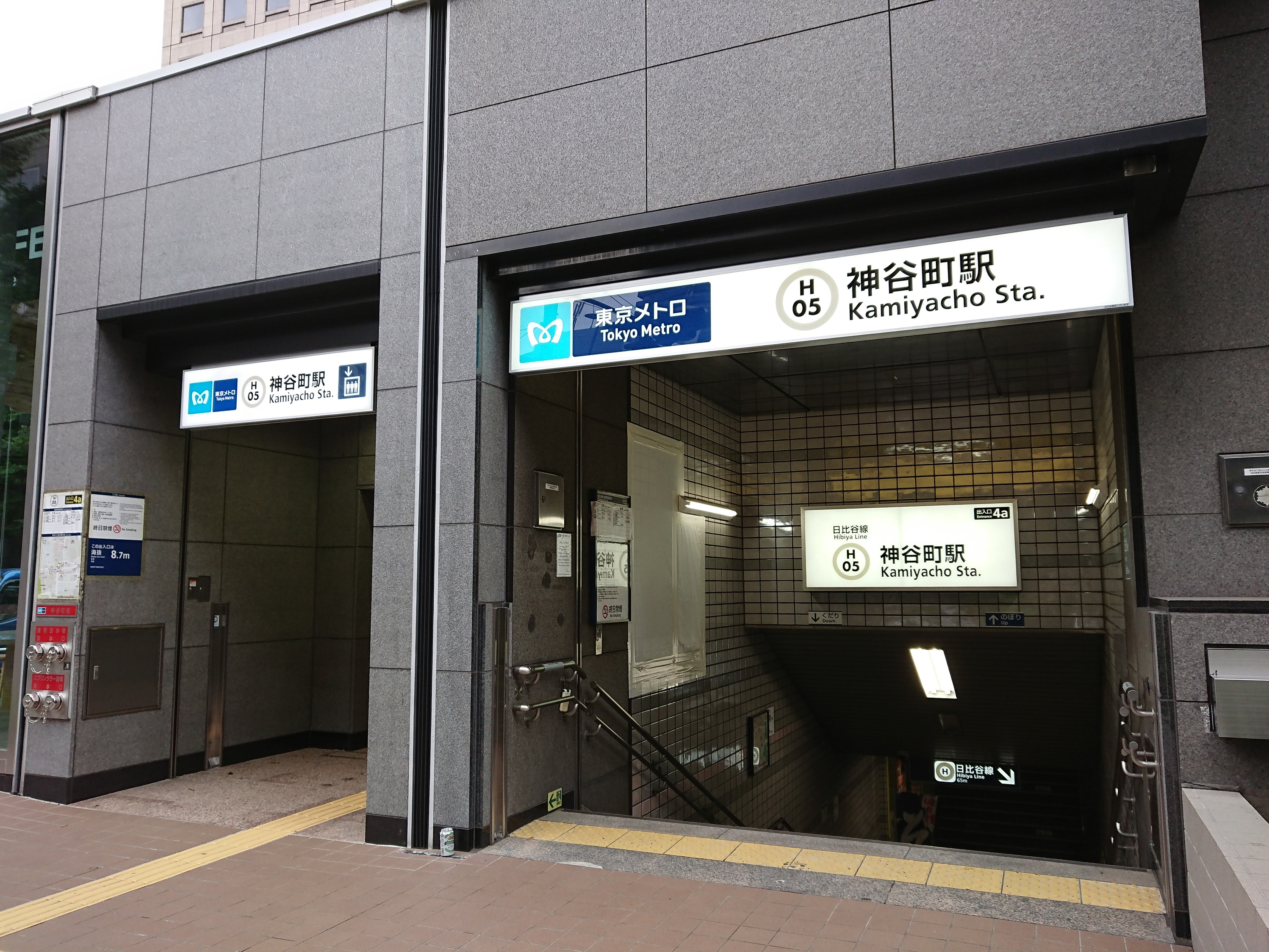
4a出入口(2020年7月)

## 歷史
- 1964年（昭和39年）3月25日：開業。
- 1968年（昭和43年）1月27日：東武2000系（日语：東武2000系電車）車輛發生火災事故。
- 1995年（平成7年）3月20日：奧姆真理教發動東京地下鐵沙林毒氣事件。此站在事件發生後的影像在傳媒廣泛出現，作為藥物恐怖襲擊受害最大的車站，圖片在全國知名。
- 2004年（平成16年）4月1日：帝都高速度交通營團（營團地下鐵）民營化，成為東京地下鐵車站。

## 車站構造

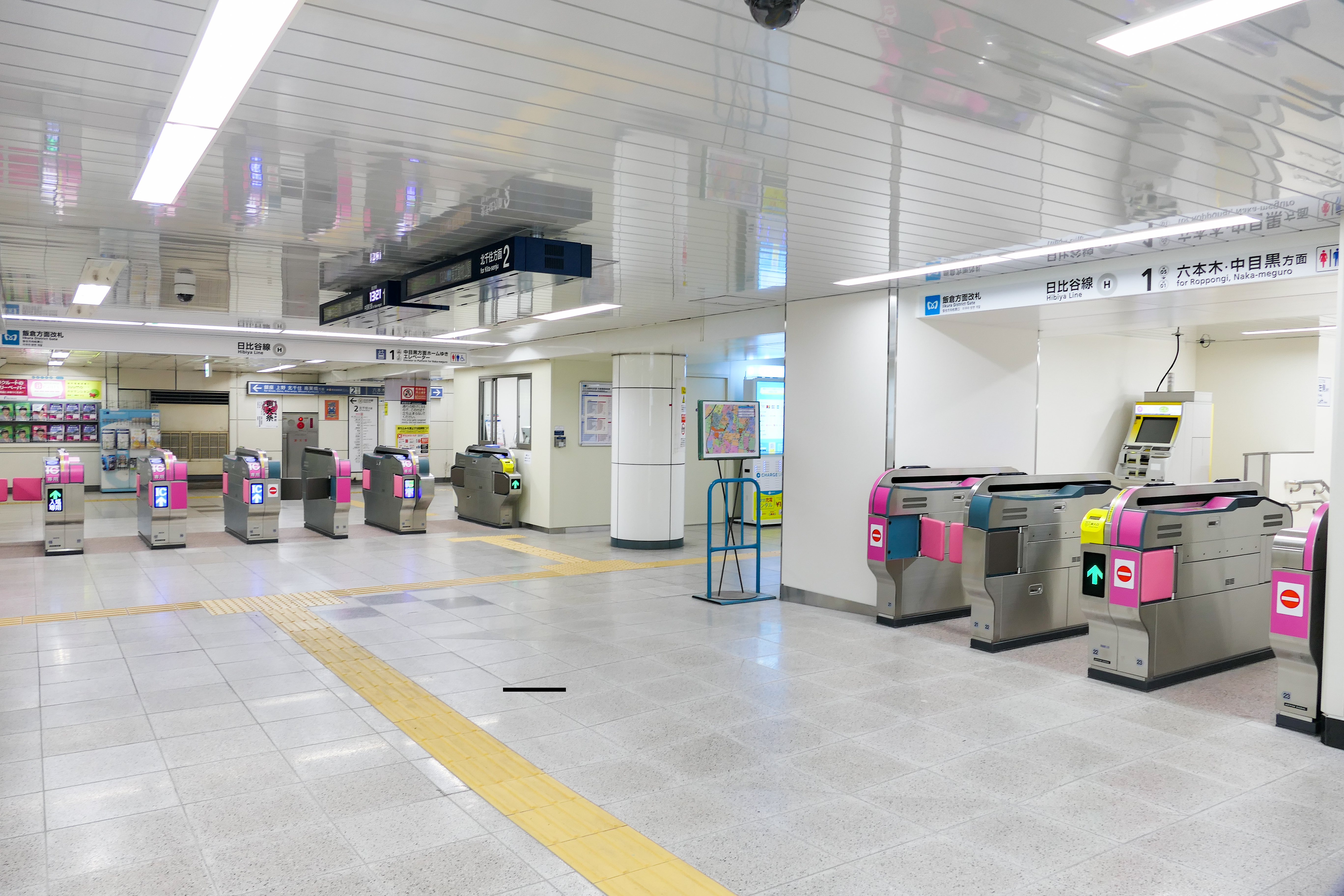
往飯倉方向的驗票口(2023年8月)

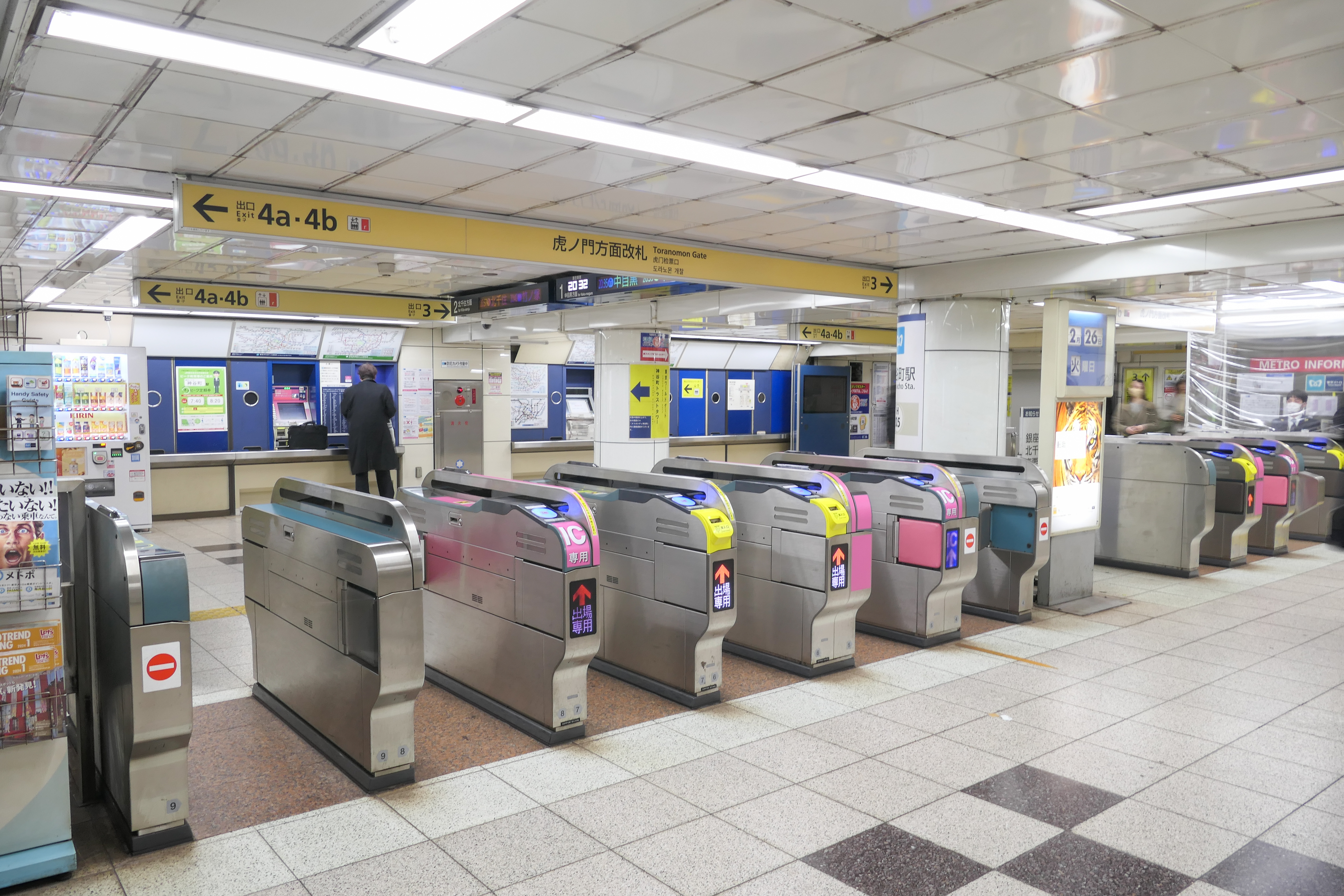
往虎之門方向的驗票口(2023年12月)

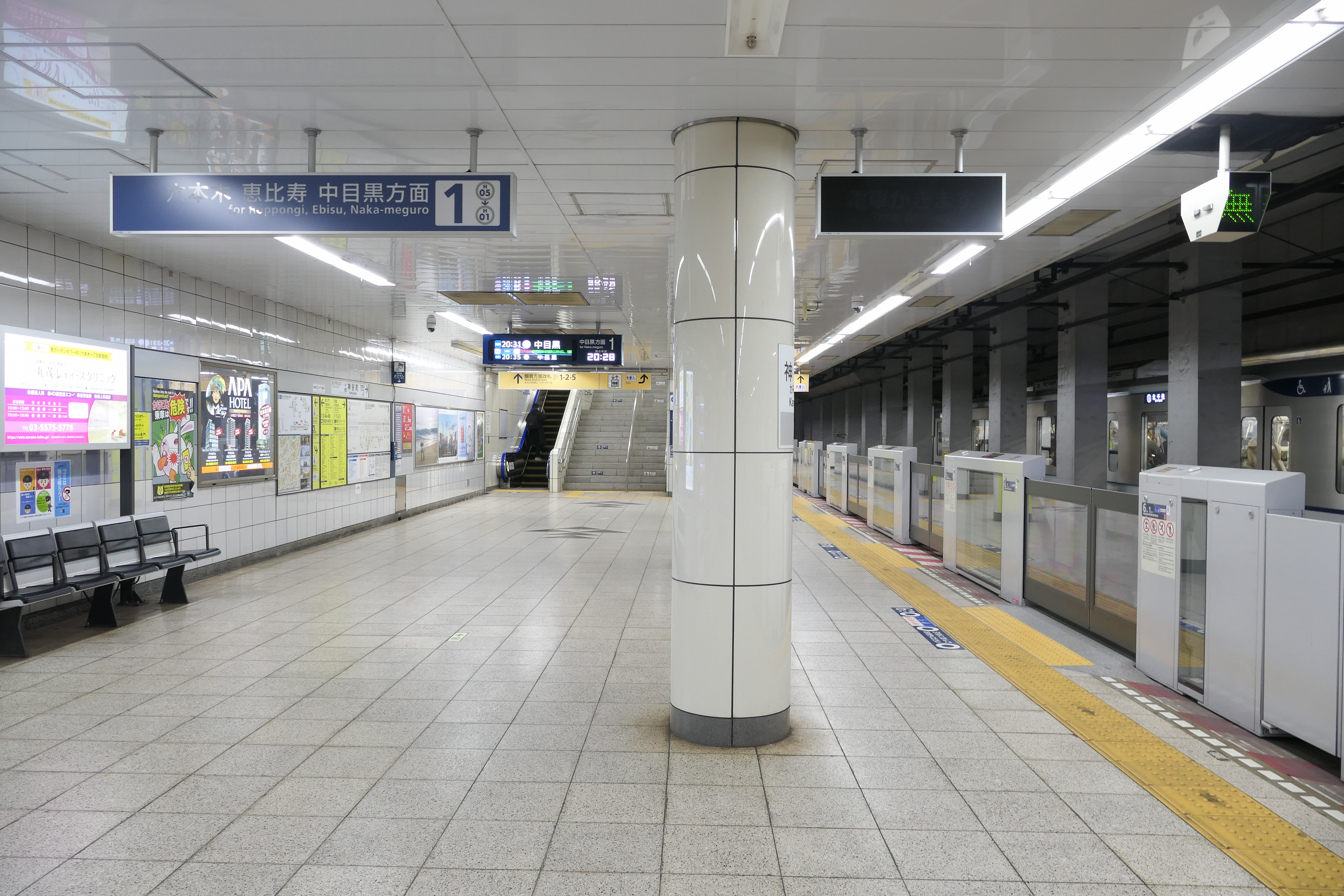
1號月台(2023年12月)

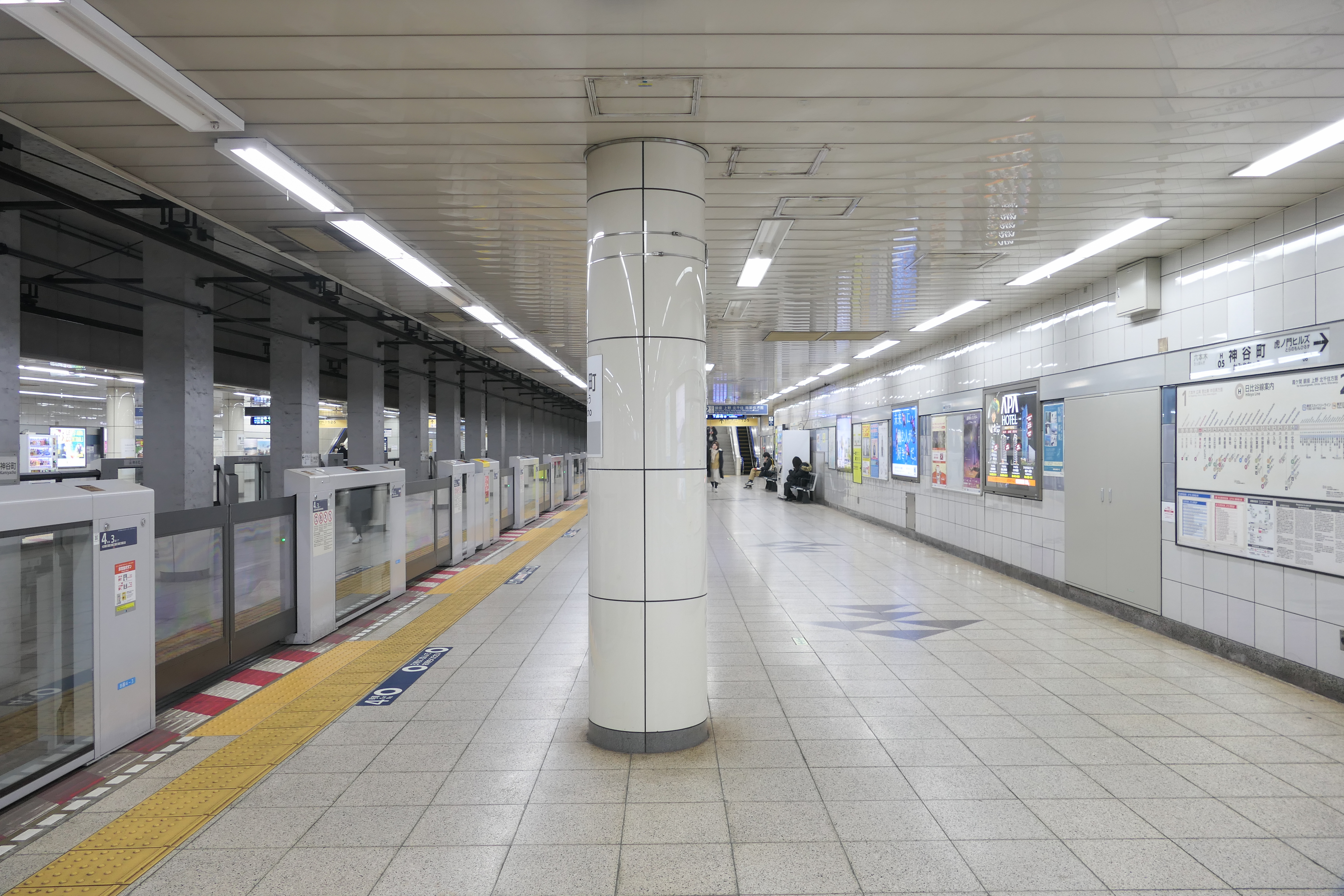
2號月台(2023年12月)

本站的地下1層為大堂、剪票口，地下2層為相對式月台2面2線。1980年代後半至1990年代前半，因周邊辦公商區逐漸發展，乘客不斷增加，因此進行月台拓寬工程。
剪票口與月台之間設有電扶梯（僅有上行），虎之門方向剪票口設有電梯。廁所位於月台的六本木側，2號線月台廁所附設多功能廁所。剪票口外大廳往出口的電梯僅在平日7:30 - 21:00、週六7:30 - 18:00運作。周日與假日不開放。

### 月台配置
| 月台 | 路線     | 目的地                         |
| ---- | -------- | ------------------------------ |
| 1    | 日比谷線 | 六本木、惠比壽、中目黑方向     |
| 2    | 日比谷線 | 銀座、上野、北千住、南栗橋方向 |

（來源：東京地下鐵:構內圖 （页面存档备份，存于））

## 利用狀況
2017年度1日平均上下車人次為99,610人，東京地下鐵全部130個車站當中排名41位。是日比谷線獨立車站中使用乘客最多的車站。
近年1日平均上下車、上車人次如下表。
| 年度               | 1日平均 上下車人次 | 1日平均 上車人次 | 來源     |
| ------------------ | ------------------ | ---------------- | -------- |
| 1992年（平成04年） |                    | 48,915           | [ * 1 ]  |
| 1993年（平成05年） |                    | 47,460           | [ * 2 ]  |
| 1994年（平成06年） |                    | 47,274           | [ * 3 ]  |
| 1995年（平成07年） |                    | 47,847           | [ * 4 ]  |
| 1996年（平成08年） |                    | 49,573           | [ * 5 ]  |
| 1997年（平成09年） |                    | 49,767           | [ * 6 ]  |
| 1998年（平成10年） |                    | 49,134           | [ * 7 ]  |
| 1999年（平成11年） |                    | 47,541           | [ * 8 ]  |
| 2000年（平成12年） |                    | 46,236           | [ * 9 ]  |
| 2001年（平成13年） |                    | 43,433           | [ * 10 ] |
| 2002年（平成14年） |                    | 44,132           | [ * 11 ] |
| 2003年（平成15年） | 86,491             | 42,888           | [ * 12 ] |
| 2004年（平成16年） | 78,812             | 39,682           | [ * 13 ] |
| 2005年（平成17年） | 82,669             | 41,419           | [ * 14 ] |
| 2006年（平成18年） | 86,997             | 43,649           | [ * 15 ] |
| 2007年（平成19年） | 90,935             | 45,658           | [ * 16 ] |
| 2008年（平成20年） | 89,257             | 44,677           | [ * 17 ] |
| 2009年（平成21年） | 86,189             | 43,088           | [ * 18 ] |
| 2010年（平成22年） | 79,014             | 39,553           | [ * 19 ] |
| 2011年（平成23年） | 76,486             | 38,224           | [ * 20 ] |
| 2012年（平成24年） | 85,960             | 42,942           | [ * 21 ] |
| 2013年（平成25年） | 92,782             | 46,334           | [ * 22 ] |
| 2014年（平成26年） | 96,611             | 48,153           | [ * 23 ] |
| 2015年（平成27年） | 98,464             | 49,098           | [ * 24 ] |
| 2016年（平成28年） | 97,623             | 48,707           | [ * 25 ] |
| 2017年（平成29年） | 99,610             |                  |          |

## 車站周邊
周邊是圍繞著愛宕山的辦公區，鄰近虎之門與芝公園。
- 國道1號

1號出入口
- 東京鐵塔
- 東京鐵塔媒體中心（日语：東京タワースタジオ）
- 東京王子大飯店
- 芝公園
- 荷蘭駐日大使館
- STAR CHANNEL（日语：スターチャンネル）本社
- 機械振興會館
  - 機械振興會館內郵便局

2號出入口
- 日本郵政集團飯倉大廈
  - 日本郵便株式會社東京支社、東京共通事務集約中心、麻布郵便局（日语：麻布郵便局）
- 外務省飯倉別館
  - 外務省外交史料館（日语：外務省外交史料館）
- 東京都主稅局（日语：東京都主税局）港都稅事務所
- RF日本廣播電台本社
- 六本木第一大廈（日语：六本木ファーストビル）
  - Laforet Museum六本木
- 俄羅斯駐日大使館
- 斐濟駐日大使館
- 阿富汗駐日大使館
- 靈友會（日语：霊友会）

3號出入口
- 愛宕山（日语：愛宕山 (港区)）
  - NHK放送博物館
  - 新橋愛宕山東急REI飯店（日语：東急ホテルズ）
- 愛宕綠丘
- 萬年山青松寺（日语：青松寺） - 駒澤大學前身獅子窟學寮所在的曹洞宗寺院。
- 東京慈惠會醫科大學
  - 東京慈惠會醫科大學附屬醫院
- 芝中學校、高等學校（日语：芝中学校・高等学校）
- 正則高等學校（日语：正則高等学校）
- 芝郵便局（日语：芝郵便局）、郵貯銀行芝店
- 港區立御成門小學校（日语：港区立御成門小学校）
- 港區立御成門中學校（日语：港区立御成門中学校）
- 都營地下鐵三田線御成門站
- 荷蘭之丘森大廈（オランダヒルズ森タワー）

4a出入口
- 虎之門45MT大廈
- 神谷町交差點
- TSUTAYA神谷町駅前店

4b出入口
- 城山花園
  - 城山JT Trust Tower
- 虎之門4丁目MT大廈 - 神谷町郵便局（1樓）、獨立行政法人郵便貯金、簡易生命保險管理機構（日语：郵便貯金・簡易生命保険管理機構）（5樓）
- 日經電波會館
  - 東京電視台神谷町攝影棚（舊本社）
- 東京大倉酒店（日语：ホテルオークラ東京）
  - 大倉集古館
  - 大倉酒店內郵便局
- 瑞典駐日大使館
- 西班牙駐日大使館
- 沙烏地阿拉伯駐日大使館
- 奈及利亞駐日大使館
- 美國駐日大使館
- ARK Hills（日语：アークヒルズ）
- 住友不動產六本木Grand Tower（日语：住友不動産六本木グランドタワー）
  - 東京電視控股本社
  - 東京電視台本社
  - BS JAPAN本社
- 東京地下鐵南北線六本木一丁目站

## 路線巴士
神谷町站前
- 都營巴士（東京都交通局）
  - 澀88：往新橋站前／往澀谷站前（經六本木站前）
  - 橋86：經赤羽橋站前、麻布十番站前往目黑站前／往東京鐵塔、新橋站
  - 濱95：往東京鐵塔
- 港區社區巴士「Chiibus（日语：ちぃばす）」（FUJIEXPRESS（日语：フジエクスプレス））
  - 麻布路線：往港區役所（日语：港区役所 (東京都)）、飯倉片町、六本木新城方向

## 站名由來
站名取自開業當時的町名（東京都港區芝神谷町）。現在已併入虎之門。

## 相鄰車站
東京地下鐵
 日比谷線
六本木（H 04）－神谷町（H 05）－虎之門Hills（H 06）

### 來源
東京都統計年鑑
1. ↑  .   [2017-03-12]. （原始内容存档于2013-08-15）.
2. ↑  .   [2017-03-12]. （原始内容存档于2013-02-03）.
3. ↑  .   [2017-03-12]. （原始内容存档于2013-02-03）.
4. ↑  .   [2017-03-12]. （原始内容存档于2013-02-03）.
5. ↑  .   [2017-03-12]. （原始内容存档于2013-02-03）.
6. ↑  .   [2017-03-12]. （原始内容存档于2016-03-04）.
7. ↑  東京都統計年鑑（平成10年）PDF
8. ↑  東京都統計年鑑（平成11年）PDF
9. ↑  .   [2017-03-12]. （原始内容存档于2016-03-04）.
10. ↑  .   [2017-03-12]. （原始内容存档于2016-03-04）.
11. ↑  .   [2017-03-12]. （原始内容存档于2017-07-29）.
12. ↑  .   [2017-03-12]. （原始内容存档于2017-07-29）.
13. ↑  .   [2017-03-12]. （原始内容存档于2017-07-29）.
14. ↑  .   [2017-03-12]. （原始内容存档于2017-07-29）.
15. ↑  .   [2017-03-12]. （原始内容存档于2017-07-29）.
16. ↑  .   [2017-03-12]. （原始内容存档于2017-07-29）.
17. ↑  .   [2017-03-12]. （原始内容存档于2017-07-29）.
18. ↑  .   [2017-03-12]. （原始内容存档于2016-03-26）.
19. ↑  .   [2017-03-12]. （原始内容存档于2016-03-27）.
20. ↑  .   [2017-03-12]. （原始内容存档于2016-03-25）.
21. ↑  .   [2017-03-12]. （原始内容存档于2016-03-27）.
22. ↑  .   [2017-03-12]. （原始内容存档于2016-03-22）.
23. ↑  .   [2017-03-12]. （原始内容存档于2017-07-30）.
24. ↑  .   [2019-01-06]. （原始内容存档于2018-11-09）.
25. ↑  .   [2019-01-06]. （原始内容存档于2019-05-02）.

## 外部連結
- 神谷町/H05 | 路線・車站資訊 | 東京地下鐵